# Eurypyle (fils de Télèphe)
Pour les articles homonymes, voir Eurypyle.
Dans la mythologie grecque, Eurypyle (en grec ancien Εὐρύπυλος / Eurúpulos), fils de Télèphe et d'Astyoché, est un combattant troyen dans la guerre de Troie.

## Mythe
Télèphe avait promis, au moment de sa guérison, que ni lui ni ses descendants ne combattraient contre les Grecs ; mais Astyoché, la sœur de Priam et mère d'Eurypyle, se laissa persuader d'envoyer son fils à Troie. Elle avait été corrompue par un présent. On lui avait donné le plan de la vigne d'or que Zeus avait autrefois offerte à Ganymède.
Eurypyle y arriva donc à la tête de troupes mysiennes. Il y tua Pénélée,, Machaon et Nirée mais fut tué par Néoptolème,,. 
Eurypyle est le père de Grynos.